# 국도 제B4호선 (나미비아)

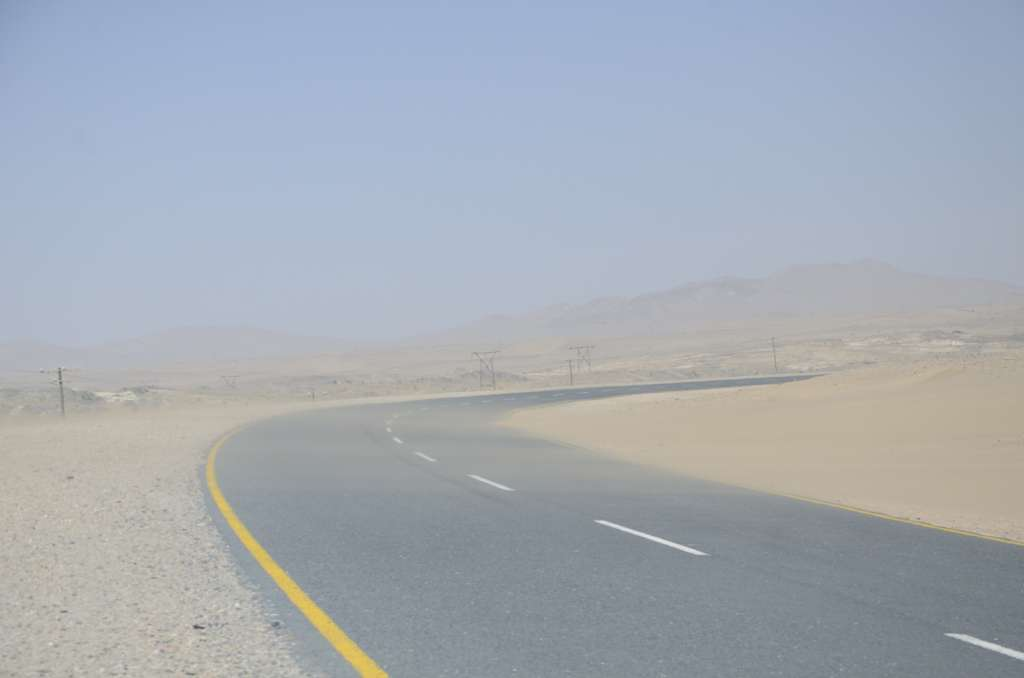
국도 제B4호선

국도 제B4호선(독일어: Nationalstraße B4, B4 Road)은 케이트만스호프를 출발하여 아우스를 거쳐 뤼데리츠까지 이어주는 나미비아의 일반 국도로, 총 연장은 334km이다. 국도 B4호선의 주요 구간을 살펴보면, 아우스와 뤼데리츠 사이에 있는 대서양 연안 인근 다이아몬드 채굴 제한 지역인 슈페르게비트를 관통하고 있으며, 그 외에도 나미브-나우크루프트 국립공원의 남쪽 경계선을 가로지르는 것으로 보인다.